# Skyactiv
Skyactiv — серия двигателей внутреннего сгорания и автомобильных технологий, выпускаемых компанией Mazda с 2011 года. Технологии повышают топливную экономичность и мощность двигателя. Изначально в 2011 году были анонсированы двигатели, трансмиссии, кузов и ходовая часть.

## Mazda Sky
Концепт-кар Mazda Sky был представлен в 2008 году на Токийском автосалоне. Он отличается пересмотренной геометрией подвески, улучшенными автоматической и механической коробками передач, а также различными усовершенствованиями L-образного двигателя Mazda, такими как непосредственный впрыск, модернизированный выпускной коллектор, повышенная степень сжатия, соотношение для более чистого сгорания и более высокой тепловой эффективности, среди прочих улучшений.

## Skyactiv-G
В семейство Skyactiv-G входят бензиновые двигатели с непосредственным впрыском топлива. Степень сжатия двигателя увеличена до 14,0:1.
Двигатели имеют полностью алюминиевую конструкцию с двойными верхними распредвалами, цепным приводом и VVT.

### 1,3 л
Skyactiv-G 1.3 (P3-VPS) — атмосферный двигатель рабочим объёмом 1298 см3, диаметром цилиндра 71 мм и ходом поршня 82 мм. Впервые двигатель был представлен в 2011 году.
20 апреля 2012 года пять инженеров Mazda были награждены медалью  Японского общества инженеров-механиков 2011 года специально за «разработку бензинового двигателя (1,3 л) со сверхвысокой степенью сжатия и достижение топливной экономичности 30 км/л (в японском цикле 10—15)».
Мощность составляет 62 кВт (83 л. с.), а крутящий момент — 113 Н⋅м.

#### Устанавливается на
- 2011 Mazda Demio/Mazda2

### 1,5 л
Skyactiv-G 1.5 (PR-VP RS для заднеприводных автомобилей P5 VPS F-P5 для переднеприводных автомобилей) — двигатель рабочим объёмом 1496 см3, с диаметром цилиндра 74,5 мм и ходом поршня 85,8 мм.
Впервые двигатель был представлен на Mazda3 на азиатском и европейском рынках. Его мощность составляет 85 кВт (114 л. с.) при 6000 об/мин, а крутящий момент — 150 Н⋅м при 4000 об/мин. Степень сжатия варьируется от 13,0:1 до 14,0:1.

#### Устанавливается на
- 2014 Mazda Axela/Mazda3
- 2014 Mazda Demio/Mazda2
- 2016 Mazda Roadster/MX-5
- 2016—2020 Mazda2/Scion iA/Toyota Yaris (Северная Америка)
- 2020 Mazda CX-3

### 2,0 л

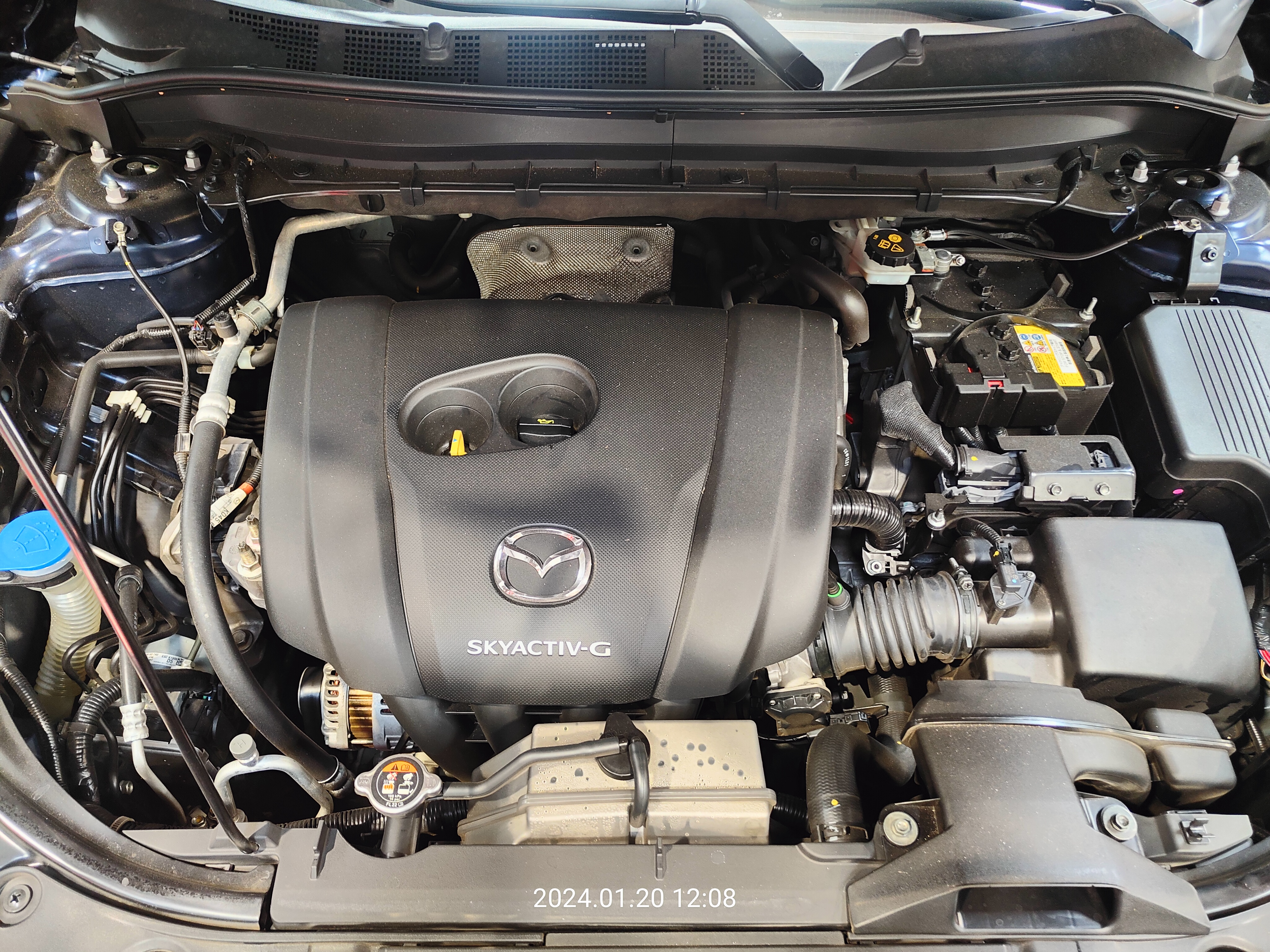
Mazda Skyactiv 2.0

Skyactiv-G 2.0 (PE-VPS) является первым двигателем в семействе Skyactiv-G. Его рабочий объём составляет 2,0 л (1998 см3) при диаметре цилиндра 83,5 мм и ходе поршня 91,2 мм. Степень сжатия составляет 13,0:1, мощность — 116 кВт (155 л. с.) при 6000 об/мин, а крутящий момент — 210 Н⋅м при 4600 об/мин.

#### Устанавливается на
- 2012 Mazda Axela/Mazda3
- 2013 Mazda Atenza/Mazda6
- 2013 Mazda CX-5
- 2013—2018 Mazda Biante
- 2013—2015 Mazda Premacy/Mazda5
- 2015 Mazda CX-3
- 2016 Mazda Roadster/MX-5
- 2016 Mazda CX-4 (Китай)
- 2019 Mazda CX-30
- 2023 Mazda CX-50 (Китай)

### 2,5 л
Рабочий объём двигателя Skyactiv-G 2.5 (PY-VPS) составляет 2488 см3. Впервые двигатель был представлен в 2013 году на Mazda6. Его диаметр цилиндра составляет 89 мм, а ход поршня — 100 мм.
Степень сжатия двигателя составляет 13,0:1, мощность — 139 кВт (187 л. с.) при 6000 об/мин, а крутящий момент — 252 Н⋅м при 4000 об/мин. Турбированная версия (PY-VPTS) имеет степень сжатия 10,5:1, мощность варьируется от 169 до 190 кВт (230—250 л. с.) при 5000 об/мин, а крутящий момент варьируется от 420 до 430 Н⋅м при 2000—2500 об/мин.

#### Устанавливается на
- 2013 Mazda Atenza/Mazda6
- 2013 Mazda CX-5
- 2014 Mazda Axela/Mazda3
- 2016 Mazda CX-4
- 2016 Mazda CX-9
- 2018 Mazda CX-8
- 2019 Mazda CX-30
- 2022 Mazda CX-50
- 2022 Mazda CX-60[12]
- 2022 Mazda CX-60 PHEV
- 2023 Mazda CX-90 PHEV[13]

### 3,3 л
Skyactiv-G 3.3 является продольно расположенным шестицилиндровым бензиновым двигателем объёмом 3,3 л (3283 см3) с турбонаддувом. Диаметр цилиндра составляет 86 мм, ход поршня — 94,2 мм. Впервые двигатель был представлен в 2023 году на Mazda CX-90. Его мощность варьируется от 209 до 253,5 кВт (280—340 л. с.), а крутящий момент — от 450 до 500 Н⋅м.

#### Устанавливается на
- 2023 Mazda CX-60
- 2023 Mazda CX-90

## Skyactiv-X

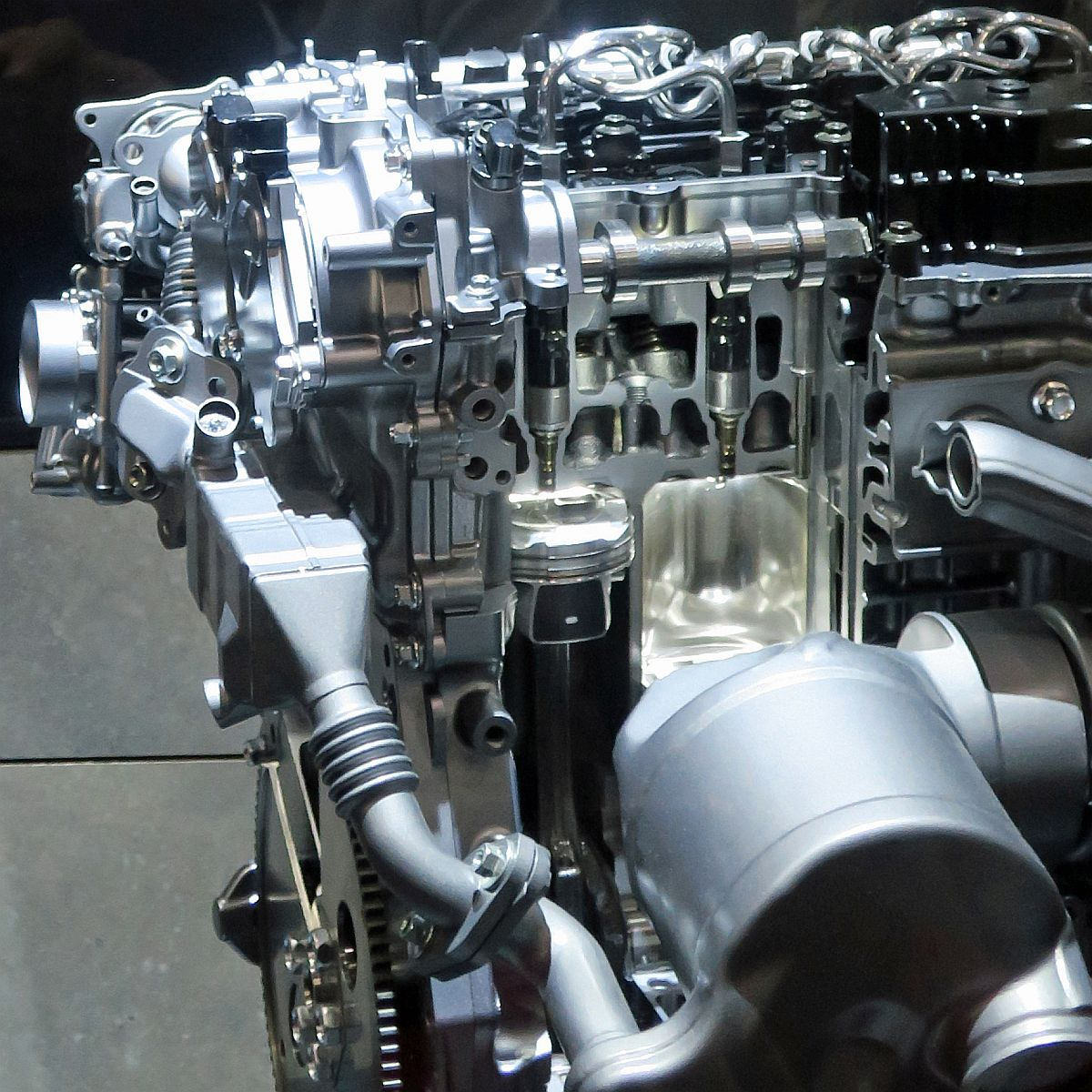
Skyactiv-X

Skyactiv-X является первым коммерческим бензиновым двигателем, который использует воспламенение от сжатия с однородным зарядом (HCCI). Топливовоздушная смесь воспламеняется самопроизвольно при сжатии меньшим количеством топлива, воспламеняемого отдельно. Это позволяет достичь степени сжатия 16:1, что является улучшением по сравнению с соотношением 14,0: 1 у Skyactiv-G. Двигатель может работать намного экономичнее, чем обычный двигатель с искровым зажиганием, что снижает расход топлива и выбросы вредных веществ.
За счёт технологии HCCI вероятность топливной экономичности составляет 20—30%. Для решения проблем с зажиганием, вызванных воспламенением от сжатия, в каждом цилиндре также установлена свеча зажигания с технологией Spark Controlled Compression Ignition (SPCCI). Нагнетатель Roots дополнительно расширяет рабочее окно воспламенения от сжатия, подавая в двигатель больше воздуха, выделяя смесь в достаточной степени для воспламенения от сжатия даже на более высоких скоростях.
SPCCI работает путём подачи гомогенной топливовоздушной смеси, затем сжимает смесь до тех пор, пока она не приблизится к точке, при которой произойдет самопроизвольная детонация. Затем вторая форсунка добавляет вторичную порцию топлива непосредственно к свече зажигания. Этот вторичный заряд воспламеняется от свечи зажигания, в результате чего давление в цилиндре очень быстро повышается до точки, при которой остальное топливо воспламеняется от сжатия. Наличие свечи зажигания позволяет двигателю также работать как двигатель с искровым зажиганием в некоторых условиях эксплуатации, например, при высокой скорости и высокой нагрузке. По состоянию на 5 июня 2019 года, мощность двигателя составляет 132 кВт (177 л. с.), а крутящий момент — 224 Н⋅м.
Рабочий объём двигателя Skyactiv-X варьируется от 3,0 до 3,3 литра. Количество цилиндров 6. Впервые двигатель был представлен в 2022 году на Mazda CX-60 и Mazda6.

### 2,0 л

#### Устанавливается на
- 2019 Mazda3
- 2019 Mazda CX-30

### 3,0 л

#### Устанавливается на
- 2023 Mazda CX-60

## Skyactiv-D

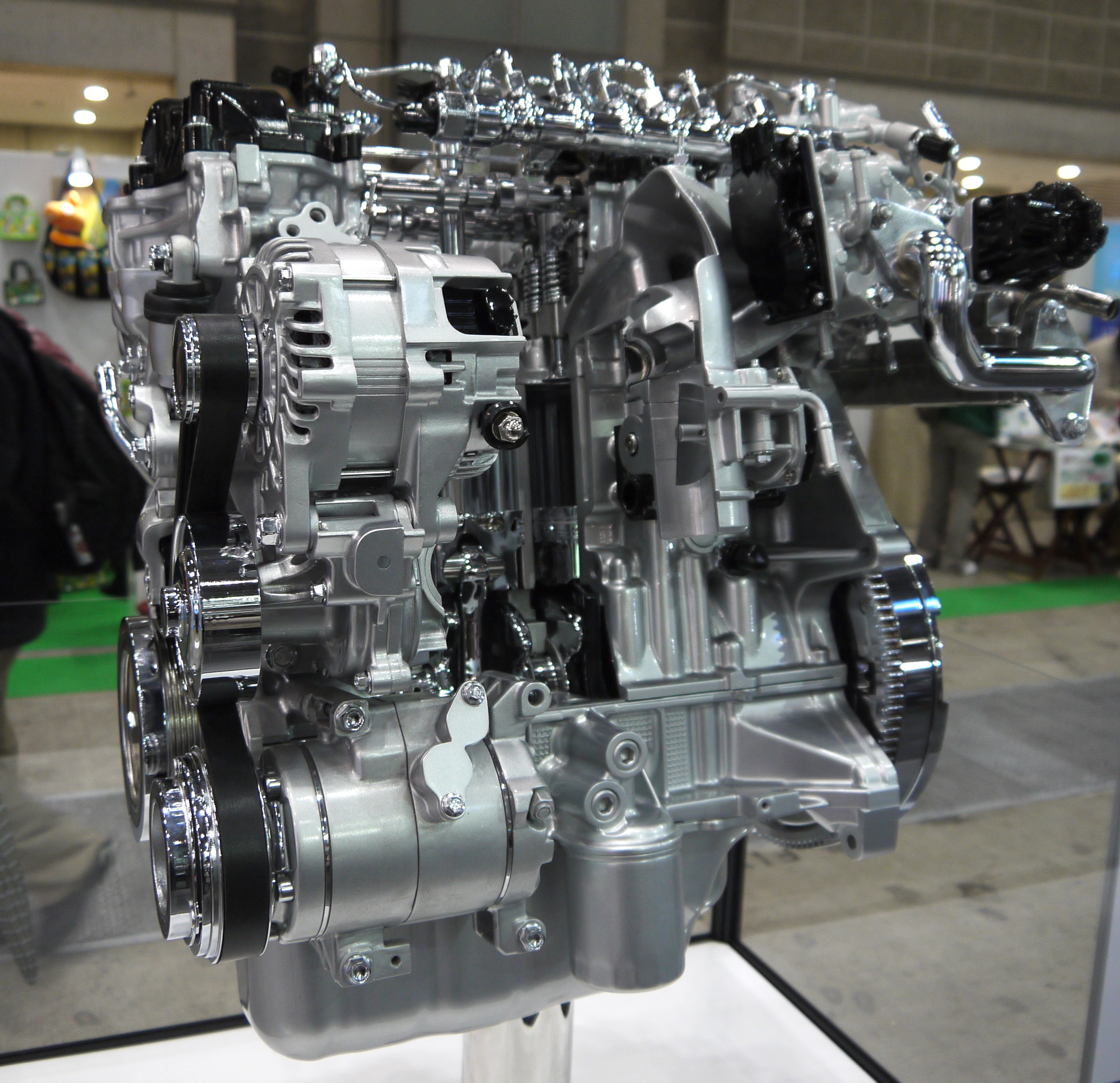
Skyactiv-D

Skyactiv-D является серией дизельных двигателей с турбонаддувом, которые разработаны в соответствии с мировыми нормами по выбросам.
Чтобы исключить необходимость удаления NOx и твёрдых частиц в современных дизельных двигателях, степень сжатия цилиндра снижена до 14,0:1. Холодный запуск двигателя достигается за счёт пьезоинжекторов с несколькими отверстиями и 3 программируемыми режимами впрыска, а также за счёт использования керамических свечей накаливания. Пропуски зажигания в двигателе предотвращаются за счёт регулируемого подъёма клапанов на выходе, который открывает выпускные клапаны во время такта впуска, что, в свою очередь, повышает температуру воздуха в двигателе. Skyactiv-D также использует двухступенчатый турбонаддув, в котором один маленький и один большой турбонаддув работают выборочно, в зависимости от условий движения.

### 1,5 л

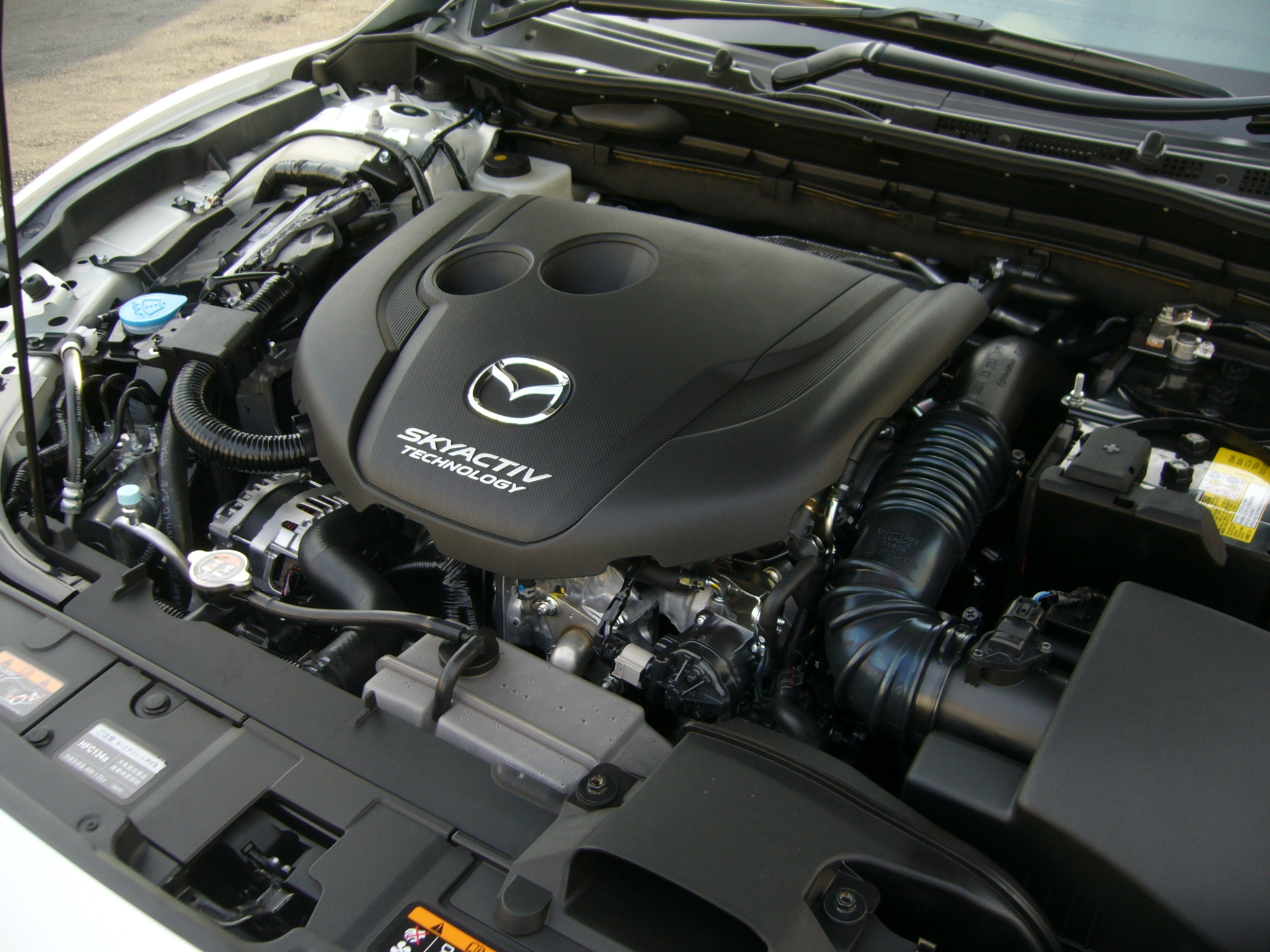
Skyactiv-D (SH-VPTR) на Mazda6

Объём двигателя Skyactiv-D 1.5 (S5-DPTS/S5-DPTR) составляет 1497 см3, а степень сжатия — 14:1. Впервые двигатель был представлен на Mazda Demio/Mazda2.

#### Устанавливается на
- 2014—2017 Mazda Demio/Mazda2
- 2014—2018 Mazda Axela/Mazda3
- 2015—2018 Mazda CX-3

### 1,8 л
Объём двигателя Skyactiv-D 1.8 (S8-DPTS/S8-DPTR) составляет 1759 см3. Впервые двигатель был представлен в 2018 году на Mazda CX-3.

#### Устанавливается на
- 2018 Mazda CX-3
- 2019 Mazda3
- 2019 Mazda CX-30

### 2,2 л
Объём двигателя Skyactiv-D 2.2 (SH-VPTS/SH-VPTR) составляет 2191 см3. Впервые двигатель был представлен на Mazda CX-5. На Mazda6 двигатель развивает мощность 129 кВт (173 л. с.) и крутящий момент 420 Н⋅м.

#### Устанавливается на
- 2012 Mazda CX-5[27][28]
- 2012 Mazda 6
- 2013—2018 Mazda 3
- 2017 Mazda CX-8

### 3,3 л
Объём двигателя Skyactiv-D 3.3 составляет 3283 см3. Впервые двигатель был представлен в 2022 году на Mazda CX-60.

#### Устанавливается на
- 2022 Mazda CX-60
- 2023 Mazda CX-90[30]

## Skyactiv-Hybrid
Технология Skyactiv-Hybrid представляет собой сочетание двигателя Skyactiv-G с электродвигателем Toyota Hybrid Synergy Drive. Первым автомобилем с таким двигателем стал Mazda 3, впервые представленный в 2013 году на Токийском автосалоне. Объём составляет 2,0 л, а степень сжатия — 14:1.

## Skyactiv-CNG
Двигатель Skyactiv-CNG работает на сжатом природном газе. Первый розничный прототип Mazda Skyactiv-CNG Concept, Mazda3 Skyactiv-CNG Concept, был представлен в 2013 году на Токийском автосалоне.

## Skyactiv-R
Skyactiv-R является роторным двигателем семейства Skyactiv. Концепт-кар Mazda RX-Vision, оснащённый роторным двигателем Skyactiv-R, был представлен в 2015 году на Токийском автосалоне.
Skyactiv-R впервые был представлен на Mazda MX-30 R-EV. Его объём составляет 830 см3, а мощность — 75 л. с. при 4500 об/мин.

## e-Skyactiv
e-Skyactiv — силовая установка на батарейках.

### Устанавливается на
- 2019 Mazda3
- 2019 Mazda CX-30

## e-Skyactiv-G
e-Skyactiv-G — первая гибридная трансмиссия.

### Устанавливается на
- 2019 Mazda3
- 2019 Mazda CX-30

## Skyactiv-Drive
Skyactiv-Drive — серия автоматических трансмиссий, называемых SKY-Drive. Mazda отказалась от технологии двойного сцепления в автоматических коробках передач, потому что поведение с двойным сцеплением в определённых ситуациях было неоптимальным. Вместо этого было принято решение переработать автоматические трансмиссии, в результате чего гидротрансформатор потребляет меньше энергии. Многодисковое сцепление большую часть времени отключает гидротрансформатор. Количество передач варьируется от 6 до 8.

## Skyactiv-MT
В серию Skyactiv-MT входят механические трансмиссии. Для достижения меньшего усилия при переключении передач коротким ходом рычага переключения передач передаточное отношение увеличено. Однако для преодоления более короткого внутреннего хода используется небольшой модульный шлиц. Количество переключений сокращено на 15 процентов, что делает его самым коротким переключением среди всех легковых автомобилей.
Чтобы снизить вес, трансмиссия с тремя валами спроектирована с реверсивной и первой передачами на одном валу и использует более короткий вторичный вал.

## Skyactiv-Body
Skyactiv-Body — автомобильный кузов с повышенной жёсткостью и улучшенными показателями безопасности при столкновении. Он на 8% легче и на 30% жёстче предыдущих поколений.

### Устанавливается на
- 2020 Mazda MX-30

## Skyactiv Multi-Solution Scalable Architecture
Skyactiv Multi-Solution Scalable Architecture — автомобильная платформа, на которой выпускаются как переднеприводные автомобили с поперечным расположением двигателя, так и заднеприводные с продольным расположением двигателя.

### Small Product Group
На платформе Small Product Group выпускаются переднеприводные и полноприводные автомобили с поперечным расположением двигателя.

#### Устанавливается на
- 2019 Mazda3
- 2019 Mazda CX-30
- 2020 Mazda MX-30
- 2022 Mazda CX-50

### Large Product Group
На платформе Large Product Group выпускаются заднеприводные и полноприводные автомобили с продольным расположением двигателя.

#### Устанавливается на
- 2022 Mazda CX-60
- 2023 Mazda CX-90